# Селтинський повіт
Се́лтинський пові́т (рос. Селтинский уезд) — адміністративна одиниця Вотської АО РРФСР, що існувала з 1921 до 1924 року.
Повіт був утворений згідно з декретом ВЦВК від 8 грудня 1921 року з волостей Малмизького повіту В'ятської губернії, які відійшли до складу Вотської АО. В склад нового повіту увійшло 11 волостей — Валамазька, Василівська, Копкинська, Новомултанська, Селеговська, Сям-Можгинська, Ува-Туклинська, Узінська, Халдинська та Христорождественська.
Повіт був ліквідований в результаті адміністративно-територіальної реформи 1924 року. Василівська та Селеговська волості відійшли до складу Глазовського повіту, утворивши Кур'їнську волость. Новомултанська,Сям-Можгинська, Ува-Туклинська, Селтинська, Халдинська, Валамазька, Христорождественська, Узінська та Копкинська — до складу Іжевського повіту, утворивши Новомултанську, Селтинську та Копкинську волості.